# Derecho de tanteo
El derecho de tanteo es la capacidad de una persona de exigir a otra, con relación a la compraventa de un bien concreto, que se lo venda a él por el precio que ya tenía acordado con un tercero.
El derecho de tanteo puede nacer por una obligación legal o contractual, siendo una de los casos más frecuentes el derecho de tanteo sobre el inmueble arrendado.

## Derecho de tanteo en el arrendamiento
El derecho de tanteo en el arrendamiento es uno de los más importantes por el elevado número de casos que se dan. En países como España, y en los arrendamientos urbanos, se trata de un derecho establecido por ley imperativa, frente al cual no cabe pacto en contrario salvo que su duración sea superior a 5 años.
Es la facultad que tiene el arrendatario de adquirir la vivienda en el caso de que el arrendador tenga intención de venderla. El precio de venta será el mismo que el arrendador haya acordado con un posible comprador.
Para ejercitar este derecho es necesario que el arrendador haya comunicado expresamente la decisión de vender dicha vivienda, así como el precio y las demás condiciones esenciales de la transmisión.
Esta decisión de venta por parte del arrendador ha de ser un proyecto de venta definitivo, y no quedarse en una mera intención o promesa de venta.
El arrendatario tiene de plazo para ejercitar este derecho 30 días naturales desde el día siguiente en que se le da cuenta de ese proyecto de venta.
Si el arrendador no informa al arrendatario de su intención de enajenar la vivienda y esta pasa a ser propiedad de un tercero, surge el derecho de retracto.